# Margarida de la nit
Margarida de la nit (títol original en anglès: Margherita della notte) és una pel·lícula franco-italiana dirigida per Claude Autant-Lara i estrenada el 1955 a Itàlia i el 1956 a França. Ha estat doblada al català.

## Argument
A París, a la sortida d'una vesprada a l'òpera, el vell Doctor Faust és abordat per un cert Sr. Leon, enigmàtic i elegant individu que li ofereix una cigarreta, i encara que no fumi mai, Faust ho accepta i, estupefacte, s'adona que frisa sense consumir-se. Com sota la influència d'un encant, Faust segueix l'estrany personatge al cabaret Pigall's on torna a faltar als seus costums consumint l'alcohol que li proposa el Sr. Leon.
Al cabaret, el vell doctor és enlluernat per Marguerida, una seductora ballarina. Lamenta llavors amargament la seva vida d'asceta i la seva joventut que li ha fugit. No li cal més a Mefistòfil per treure's la màscara i li ofereix trobar els seus vint anys mitjançant un pacte amb el diable signat amb la seva sang. L'endemà, el jove doctor Georges Faust va al Pigall's per tornar a veure Margarida. Comença un idil·li, però quan l'ancià promès de Marguerite s'interposa, Faust el mata en la baralla que té lloc a continuació.
Els amants es refugien a casa del germà de Margarida, un sacerdot. Informat del pacte, i després de parlar amb el seu germà, Margarida troba Mefistòfil per redimir l'ànima de Faust. Mefistòfil no coneix més que un tracte: una ànima a canvi d'una altra. Margarida signa llavors la seva pròpia condemna per alliberar el seu amant. Al tren que ha de portar Margarida cap a les tenebres eternes, Mefistòfil l'allibera del pacte, ja que s'ha educat espiritualment mentre que Faust és condemnat a acabar els seus dies a l'infern per la seva mediocritat.

## Repartiment
- Michèle Morgan: Margarita
- Yves Montand: Mefistòfil« M. Leon »
- Jean-François Calvé: Georges Faust
- Pierre Palau: Doctor Faust
- Massimo Girotti: Valentin
- Jacques Clancy: Angelo
- Jean Debucourt: l'home auster
- Louis Seigner: l'home de l'hotel
- Josselin: L'amo del Pigall's
- Hélène Tossy: la patrona del cafè
- Fernand Sardou: L'amo del cafè
- Paul Demange: un consomidor al Pigall's
- Jacques Erwin: El tenor
- Geneviève Morel: la conserge
- Madeleine Lambert: l'admiradora
- Jacqueline Chambord: la cantant
- Françoise Jacquier: la dama del vestuari
- Yannick Malloire: Lucienne
- Louisa Colpeyn: la Comtessa russa
- Suzet Maïs: la consumidora
- Louis Blanche: el cec
- Camille Guérini: l'escriptor
- Max Mégy: un inspector